# Hunter Liggett

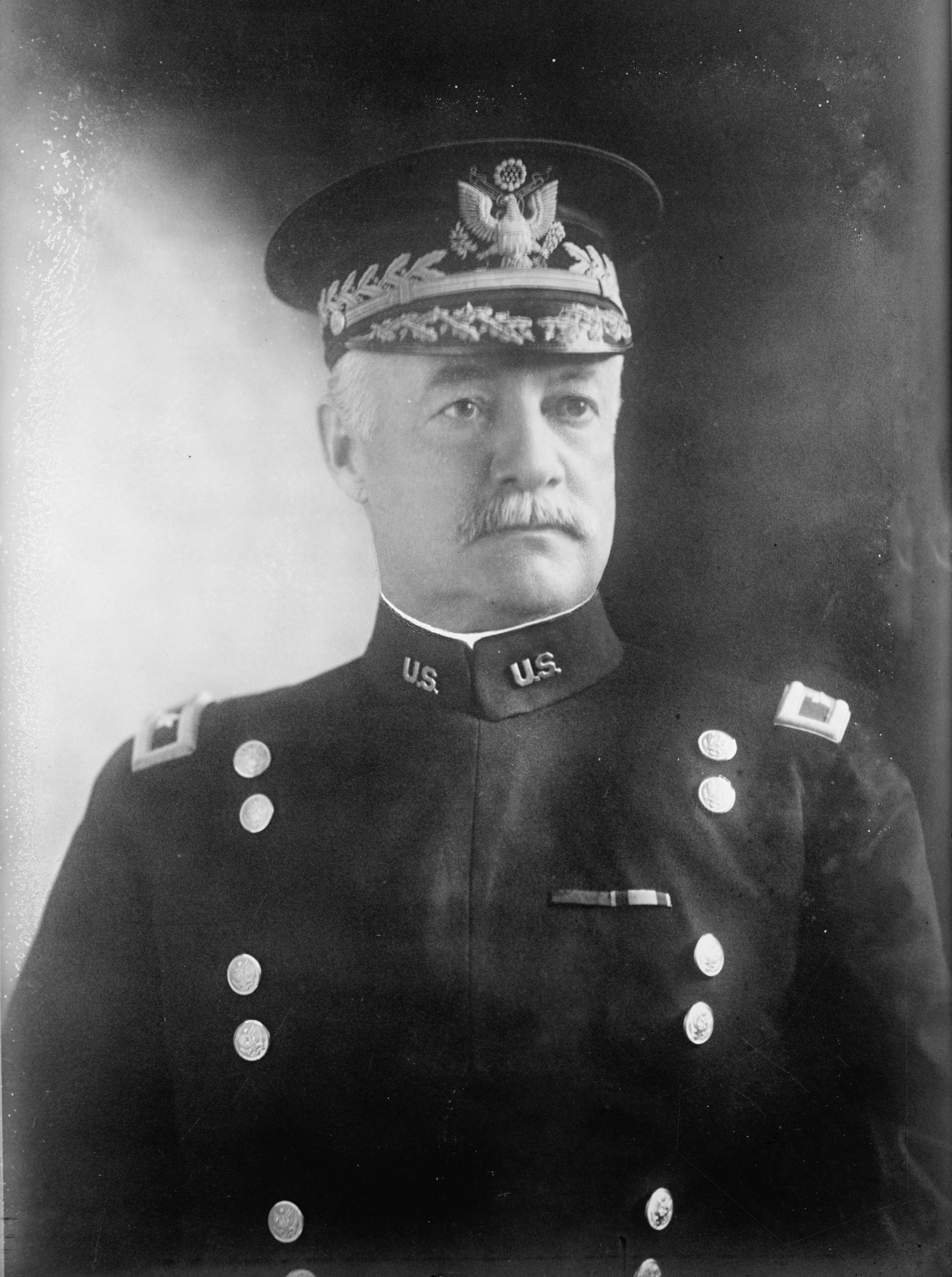
Hunter Liggett

Hunter Liggett (* 21. März 1857 in Reading, Pennsylvania; † 30. Dezember 1935 in San Francisco, Kalifornien) war ein US-amerikanischer Lieutenant General.
Hunter Liggett, ein altgedienter Soldat, dessen erste militärische Erfahrungen bis in die Zeit der Indianerkriege zurückreichten, gilt als einer der fähigsten amerikanischen Generale des Ersten Weltkrieges. Er kam 1917 als Divisionskommandeur nach Frankreich, wurde dann Korpskommandeur und als Nachfolger Pershings Oberbefehlshaber der amerikanischen 1. US-Armee, mit der er sich sehr auszeichnete. Nach dem Friedensschluss übernahm er die 3. Armee des amerikanischen Besatzungsheeres.

## Leben
Liggett schloss 1879 sein Studium an der US-Militärakademie in West Point ab und trat als Second Lieutenant (Leutnant) in das 5. Infanterieregiment ein. Er diente im Montana-Territorium, im Dakota-Territorium, in Texas und in Florida und wurde im Juni 1884 First Lieutenant (Oberleutnant).
Am 19. Oktober 1894 ging er mit dem Regimentsstab nach Fort McPherson, Georgia. Er tat dort als Post Adjutant Dienst und wurde am 25. April 1896 Chef der D-Kompanie. Im Juni 1897 wurde er zum Hauptmann befördert und 1898 zum Major und Adjutant General eines zum Dienst in Kuba bestimmten Freiwilligenverbandes. Im folgenden Jahr wurde er mit den 31st Infantry Volunteers auf die Philippinen entsandt.
Im Juni 1901 schied er aus dem Dienst im Volunteer Service aus und wurde im Mai 1902 zum Major der regulären Armee befördert. 1907 wurde er Bataillonskommandeur im 13. Infanterieregiment in Fort Leavenworth und im Juni 1909 zum Lieutenant Colonel (Oberstleutnant) befördert. Von 1909 bis 1910 absolvierte er das Army War College und wurde dann zunächst dessen Direktor (1910–1913), dann dessen Präsident (1913–1914). 1912 wurde er zum Oberst und 1913 zum Brigadegeneral befördert. Danach übernahm er das Kommando über die 4. Brigade der 2. Division in Texas City, Texas.
1916 ging er als Kommandeur der Provisional Infantry Brigade und Kommandant von Fort William McKinley wieder auf die Philippinen und wurde, nachdem er im März zum Generalmajor – einer von insgesamt sieben Offizieren in diesem Dienstgrad – befördert worden war, im April 1917 Befehlshaber des Western Department in San Francisco. Im August 1917 übernahm er das Kommando über die aus Einheiten der Nationalgarde der nordwestlichen Bundesstaaten in Camp Fremont, Kalifornien, neu aufgestellte 41. Infanteriedivision (gen. die "Sunset Division"), die noch im selben Jahr auf dem französischen Kriegsschauplatz eingesetzt wurde.
Nach der Aufteilung der Division – sie wurde nicht als Kampfverband eingesetzt, sondern zur Verstärkung anderer Divisionen aufgeteilt – wurde Ligett am 20. Januar 1918 Kommandierender General des auf Pershings Befehl aufgestellten I. amerikanischen Korps. Das Korps nahm an den Gefechten bei Cantigny und Bois de Belleau (engl.: Belleau Woods) teil und an der zweiten Marneschlacht im Juli und August 1918. Im Oktober 1918 übernahm Liggett von Pershing den Oberbefehl über die eine Million Mann starke 1. Armee der AEF und führte sie in der letzten Phase der Maas-Argonnen-Offensive.
Nach dem Friedensschluss 1919 wechselte er zur 3. US-Armee und blieb mit ihr als Kommandeur der Besatzungsarmee in Europa. Nach seiner Rückkehr in die Vereinigten Staaten kommandierte er das IX. Korps in San Francisco, bis er im März 1921 als Generalmajor in den Ruhestand trat. Im Juni 1930 erhielt er vom US-Kongress den Rang eines Lieutenant Generals, den er während des Krieges schon temporär gehabt hatte. Er starb am 10. Dezember 1935 in San Francisco.
Für seine außerordentlichen Verdienste („exceptionally meritorious and distinguished services“) als Kommandierender General des I. Korps und Oberbefehlshaber der 1. Armee erhielt Ligett die Distinguished Service Medal. Die Garnison Fort Hunter Liggett in Monterey County, Kalifornien und die USS Hunter Liggett, einer der größten Transporter im Zweiten Weltkrieg sind nach LTG Hunter Liggett benannt.

## Auszeichnungen
Auswahl der Dekorationen, sortiert in Anlehnung der Order of Precedence of Military Awards:
- Army Distinguished Service Medal
- Ritter des belgischen Leopoldsorden
- Großoffizier der französischen Ehrenlegion
- Italienischen Ritterorden der hl. Mauritius und Lazarus

## Werke
- Commanding an American Army: Recollections of the World War. – New York: Houghton Mifflin Company, 1925
- A.E.F.: Ten Years Ago in France. – New York: Dodd, Mead & Co., 1928

| Personendaten    | Personendaten              |
| ---------------- | -------------------------- |
| NAME             | Liggett, Hunter            |
| KURZBESCHREIBUNG | US-amerikanischer General  |
| GEBURTSDATUM     | 21. März 1857              |
| GEBURTSORT       | Reading, Pennsylvania      |
| STERBEDATUM      | 30. Dezember 1935          |
| STERBEORT        | San Francisco, Kalifornien |